# Новоконстантиновка (Крым)
Новоконстанти́новка (укр. Новокостянтинівка, крымскотат. Novokonstantinovka, Новоконстантиновка) — село в Джанкойском районе Республики Крым, входит в состав Стальненского сельского поселения (согласно административно-территориальному делению Украины — Стальненского сельского совета Автономной Республики Крым).

## Население
| 2001 | 2014 |
| ---- | ---- |
| 165  | ↘111 |

Всеукраинская перепись 2001 года показала следующее распределение по носителям языка
| Язык             | Процент |
| ---------------- | ------- |
| русский          | 70.91   |
| крымскотатарский | 26.67   |
| украинский       | 2.42    |

### Динамика численности
- 1926 год — 93 чел.[10]
- 1989 год — 169 чел.[11]
- 2001 год — 165 чел.[12]
- 2009 год — 168 чел.[13]
- 2014 год — 111 чел.[14]

## Современное состояние
На 2017 год в Новоконстантиновке числится 4 улицы; на 2009 год, по данным сельсовета, село занимало площадь 78,7 гектара на которой, в 46 дворах, проживало 168 человек. В селе действуют сельский клуб

## География
Новоконстантиновка — село на востоке района, в степном Крыму, в вершине одного из мелководных заливов Сиваша, высота над уровнем моря — 11 м. Соседние сёла: Родное в 0,5 км на северо-запад и Новопавловка в 1,5 км на юг. Расстояние до райцентра — около 23 километров (по шоссе), там же ближайшая железнодорожная станция.

## История
Впервые в доступных источниках село встречается в Списке населённых пунктов Крымской АССР по Всесоюзной переписи 17 декабря 1926 года, согласно которой в селе Ново-Константиновка, в составе упразднённого к 1940 году Антониновского сельсовета Джанкойского района, числилось 22 двора, из них 21 крестьянский, население составляло 93 человека, все русские, действовала русская школа. После образования в 1935 году Колайского района (переименованного указом ВС РСФСР № 621/6 от 14 декабря 1944 года в Азовский) село включили в его состав.
После освобождения Крыма от фашистов в апреле, 12 августа 1944 года было принято постановление № ГОКО-6372с «О переселении колхозников в районы Крыма» и в сентябре 1944 года в район приехали первые новоселы (162 семьи) из Житомирской области, а в начале 1950-х годов последовала вторая волна переселенцев из различных областей Украины. С 25 июня 1946 года Новоконстантиновка в составе Крымской области РСФСР, а 26 апреля 1954 года Крымская область была передана из состава РСФСР в состав УССР. На 15 июня 1960 года Новоконстантиновка в составе Просторненского сельсовета.
Указом Президиума Верховного Совета УССР «Об укрупнении сельских районов Крымской области», от 30 декабря 1962 года Азовский район был ликвидирован и село присоединили к Джанкойскому. С 8 февраля 1973 года — в составе Стальненского сельсовета. По данным переписи 1989 года в селе проживало 169 человек. С 12 февраля 1991 года село в восстановленной Крымской АССР, 26 февраля 1992 года переименованной в Автономную Республику Крым. С 21 марта 2014 года в составе Крыма аннексирована Россией.